# Clemens Schumann
Clemens Schumann (* 9. März 1876 in Königstein; † 3. Mai 1938 in Dresden) war ein deutscher Musiker. Er war von 1900 bis 1936 Geiger in der Dresdner Staatskapelle.

## Leben
Clemens Schumann jun. wurde als Sohn des Stadtmusikdirektors Clemens Schumann sen. (1839–1918) und Bruder des Komponisten Georg Schumann in der an der Elbe in der Sächsischen Schweiz gelegenen Stadt Königstein geboren. Weitere Geschwister waren Alfred Schumann (1868–1891), zuletzt Konzertmeister bei den Bremer Philharmonikern, und der sächsische Komponist Camillo Schumann, an den heute ein Gedenkstein in Königstein erinnert. Er erhielt den gleichen Vornamen wie sein Vater und wurde von diesem wie seine Geschwister bereits frühzeitig musikalisch unterrichtet. Die Schumanns waren für ihre Hausmusik stadtbekannt. Zeitweilig gehörte Clemens Schumann in seiner Jugend auch der Königsteiner Stadtkapelle an, die sein Vater leitete.
Durch die Aufnahme in das Holsteinische Sieben-Raben-Stift wurde im nach dem Besuch der Volksschule die Aufnahme in das Leipziger Konservatorium ermöglicht. Bereits seine beiden älteren Brüder Georg und Camillo hatten sich dort musikalisch weiterbilden lassen. Als künstlerischer Vorbild wählte sich Clemens Schumann den Violonvirtuosen Felix Berber, zu dem er auch persönlich Kontakt aufgenommen hatte.
Nachdem sein Bruder Georg die Leitung der Philharmonie in Bremen übernommen hatte, holte er seinen jüngeren Bruder von Leipzig aus dorthin und sorgte für seine weitere musikalische Ausbildung beim Bremer Konzertmeister Bernhard Dessau. Nach kurzer Zeit unternahm Clemens Schumann von Bremen aus bereits erste Konzertreisen als junger Geigensolist. Er trat aber auch gemeinsam auf, so im Mai 1897 in Eisenach gemeinsam mit seinem Bruder Camillo.
Was das Geigenspiel betrifft, so widmete er sich verstärkt den damals teilweise vernachlässigten Werken älterer Meister. Er spielte hauptsächlich auf einem Instrument aus dem Jahr 1530.
Von Bremen aus wurde er 1900 nicht etatmäßiges Kapellmitglied der Dresdner Hofkapelle (später Staatskapelle). Im gleichen Jahr durfte er bereits bei den Bayreuther Festspielen mitwirken. Zwei Jahre später stieg er auf zu den zur Verstärkung der Kapelle angenommenen Musikern. In dieser Zeit ließ er sich beim Dresdner Konzertmeister Henri Petri musikalisch weiterbilden. 1910 erfolgte seine Ernennung zum Kammermusikus.
Neben seiner Tätigkeit in der Staatskapelle gab er gemeinsam mit seinen Brüdern zahlreiche Konzerte in Dresden zu wohltätigen Zwecken.
1936 trat er im Alter von 60 Jahren in den Ruhestand. Bereits zwei Jahre später starb er in seiner Wohnung in der Uhlandstraße 16 in Dresden. Er wurde seinem Wunsch entsprechend auf dem Friedhof in seiner Geburtsstadt Königstein beigesetzt.